# Lincklaen
Lincklaen – miasto w Stanach Zjednoczonych, w stanie Nowy Jork, w hrabstwie Chenango.